# 三辺律子
三辺 律子（さんべ りつこ、1968年2月5日 - ）は、日本の英米文学翻訳家。

## 略歴
東京都生まれ。聖心女子学院中等科・高等科を経て、聖心女子大学文学部外国語外国文学科英語英文学専攻を卒業。都市銀行、聖心女子大学英文研究室での勤務を経て、白百合女子大学大学院文学研究科児童文学専攻修士課程を修了。フェリス女学院大学講師、白百合女子大学講師。
猪熊葉子、神宮輝夫に師事。また、東直子のもとで短歌も学んでいる。

## 訳書
- 『さよなら、「いい子」の魔法』（ゲイル・カーソン・レヴィン、サンマーク出版） 2000
- 『ジェレミーのぼうけん - しょうじきなうさぎのおはなし』（ジャン・カロン、テリー・ワイドナー絵、岩波書店） 2001
- 『その日、学校は戦場だった - コロンバイン高校銃撃事件』（スティ・バーナル、インターメディア出版） 2002
- 『ライトニングが消える日』（ジャン・マーク、パロル舎） 2002
- 『竜の王女シマー』（ローレンス・イェップ、早川書房） 2003
- 『ケルと氷の世界の物語1 ICE』（スティーブ・ボウケット、バジリコ） 2003
- 『真夜中の飛行』（リタ・マーフィー、小峰書店） 2004
- 『みつけたよ、ぼくだけのほし』（オリヴァー・ジェファーズ、ソニー・マガジンズ） 2004
- 『デイルマーク王国史3 呪文の織り手』（ダイアナ・ウィン・ジョーンズ、創元推理文庫） 2004
- 『デイルマーク王国史4 時の彼方の王冠』（ダイアナ・ウィン・ジョーンズ、創元推理文庫） 2005
- 『THE SNOW QUEEN 雪の女王』（ハンス・クリスチャン・アンデルセン、プチグラパブリッシング） 2005
- 『トゥエンティーフォー ガールズ イン セブン デイズ - デートの相手が24人!?』（アレックス・ブラッドリー、理論社） 2005
- 『だれも知らないサンタの秘密』（アラン・スノウ、あすなろ書房） 2005
- 『まいごのペンギン』（オリヴァー・ジェファーズ、ソニー・マガジンズ） 2005
- 『おなら犬ウォルター』（ウィリアム・コツウィンクル, グレン・マリー、オードリー・コールマン絵、サンマーク出版） 2006
- 『EGR3』（ヘレン・フォックス、あすなろ書房） 2006
- 『ミスアドヴェンチャー』（シルヴィア・スミス、長崎出版） 2006
- 『ザ・ロープメイカー - 伝説を継ぐ者』（ピーター・ディッキンソン、ポプラ社） 2006
- 『キキ・ストライクと謎の地下都市』（キルステン・ミラー、理論社） 2006
- 『ぼくのこともわすれないでよ』（シャーロット・ミドルトン、ほるぷ出版） 2007
- 『魔女の愛した子』（マイケル・グルーバー、理論社） 2007
- 『モーティマー夫人の不機嫌な世界地誌 - 可笑しな可笑しな万国ガイド』（トッド・プリュザン、バジリコ） 2007
- 『よにもふしぎな本をたべるおとこのこのはなし』（オリヴァー・ジェファーズ、ヴィレッジブックス） 2007
- 『Love（ラブ）』（ジャン・ベルト・ヴァンニ、青山出版社） 2007
- 『フィッシュ』（L・S・マシューズ、鈴木出版） 2008
- 『ミラースケープ』（マイク・ウィルクス、SBクリエイティブ） 2008
- 『キャットとアラバスターの石』（ケイト・ソーンダズ、小峰書店） 2008
- 『わすれんぼライリー、大統領になる!』（クラウディア・ミルズ、R・W・アリー絵、あすなろ書房） 2008
- 『おなら犬ウォルター のみの市で大さわぎ!』（ウィリアム・コツウィンクル, グレン・マリー、オードリー・コールマン絵、サンマーク出版） 2008
- 『ミアの選択』（ゲイル・フォアマン、小学館） 2009
- 『心をビンにとじこめて』（オリヴァー・ジェファーズ、あすなろ書房） 2010
- 『盗まれたコカ・コーラ伝説』（ブライアン・フォークナー、小学館） 2010
- 『犬どろぼう完全計画』（バーバラ・オコーナー、かみやしん絵、文溪堂） 2010
- 『ごめんね!』（ノルベルト・ランダ、ティム・ワーンズ絵、ブロンズ新社） 2010
- 『ほんをよめばなんでもできる』（ジュディ・シエラ、マーク・ブラウン絵、セーラー出版） 2011
- 『ほんなんてだいきらい!』（バーバラ・ボットナー、マイケル・エンバリー絵、主婦の友社） 2011
- 『ハートビートに耳をかたむけて』（ロレッタ・エルスワース、小学館） 2011
- 『ジェンナ - 奇跡を生きる少女』（メアリ・E・ピアソン、小学館） 2012
- 『レジェンド - 伝説の闘士ジューン＆デイ』（マリー・ルー、新潮文庫） 2012
- 『ピーターラビット もうひとつのおはなし』（エマ・トンプソン、エレノア・テイラー絵、集英社） 2012
- 『ピーターラビット クリスマスのおはなし』（エマ・トンプソン、エレノア・テイラー絵、集英社） 2013
- 『ふたりだけのとっておきのいちにち』（ヘレン・ダンモア、レベッカ・コッブ絵、文溪堂） 2013
- 『ブラッドレッドロード 死のエンジェル』上・下（モイラ・ヤング、SBクリエイティブ） 2013
- 『嵐にいななく』（L・S・マシューズ、小学館） 2013
- 『いやっ!』（トレーシー・コーデュロイ、ティム・ワーンズ絵、ブロンズ新社） 2013
- 『デリリウム17』（ローレン・オリヴァー、新潮社） 2014
- 『アニー』（トーマス・ミーハン、あすなろ書房） 2014
- 『ディキシーと世界一の赤い車』（シャーリー・ヒューズ、クララ・ヴリアミー絵、あすなろ書房） 2015
- 『だいじなおとしもの』（サリナ・ユーン、岩崎書店） 2015
- 『まだなにかある』上・下（パトリック・ネス、辰巳出版） 2015
- 『なんで?』（トレーシー・コーデュロイ、ティム・ワーンズ絵、ブロンズ新社） 2015
- 『エレナーとパーク』（レインボー・ローウェル、辰巳出版） 2016
- 『おじゃまなクマのおいだしかた』（エリック・パインダー、ステファニー・グラエギン絵、岩崎書店） 2016
- 『世界を7で数えたら』（ホリー・ゴールドバーグ・スローン、小学館） 2016
- 『ほんとうに怖くなれる幽霊の学校』（トビー・イボットソン、偕成社） 2016
- 『サンタクロースの11かげつ すてきなきゅうかのすごしかた』（マイク・リース、マイケル・G・モントゴメリー絵、岩崎書店） 2016
- 『君に太陽を』（ジャンディ・ネルソン、集英社文庫） 2016
- 『魔法にかけられたエラ』（ゲイル・カーソン・レヴィン、AZホールディングス） 2016
- 『緑の霧』（キャサリン・ヴァン・クリーヴ、ほるぷ出版） 2017
- 『ぼくが死んだ日』（キャンデス・フレミング、創元推理文庫） 2017
- 『サイモンvs人類平等化計画』（ベッキー・アルバータリ、岩波書店） 2017
- 『クリスマス・キャロル』（チャールズ・ディケンズ、ブレット・ヘルキスト絵、光村教育図書） 2017
- 『パンツ・プロジェクト』（キャット・クラーク、あすなろ書房） 2017
- 『フローラ』（エミリー・バー、小学館） 2018
- 『エヴリデイ』（デイヴィッド・レヴィサン、小峰書店） 2018
- 『モノ・ジョーンズとからくり本屋』（シルヴィア・ビショップ、平澤朋子絵、フレーベル館） 2019
- 『マチルダとふたりのパパ』（メル・エリオット、岩崎書店） 2019
- 『オリシャ戦記 PART1 血と骨の子』（トミ・アデイェミ、静山社） 2019
- 『最後のドラゴン』（ガレット・ワイヤー、あすなろ書房） 2019
- 『ロビン・フッドの愉快な冒険』（ハワード・パイル、光文社古典新訳文庫） 2019
- 『隠された悲鳴』（ユニティ・ダウ、英治出版） 2019
- 『チョコレート・ウォーズ』（エリス・ドラン、光村教育図書） 2019
- 『メアリー・ポピンズと笑いガス』（P・L・トラヴァース、ヨコタユリコ絵、絵本塾出版） 2019
- 『月のケーキ』（ジョーン・エイキン、東京創元社） 2020
- 『夜フクロウとドッグフィッシュ』（ホリー・ゴールドバーグ・スローン, メグ・ウォリッツァー、小学館） 2020
- 『ダリウスは今日も生きづらい』（アディーブ・コラーム、集英社） 2020
- 『オードリー・ヘプバーン』（マリア・イサベル・サンチェス・ベガラ、アマイア・アラゾーラ絵、ほるぷ出版） 2021
- 『パラゴンとレインボーマシン』（ジラ・ベセル、小学館） 2021
- 『THIS ONE SUMMER』（マリコ・タマキ、ジリアン・タマキ画、岩波書店） 2021
- 『オリシャ戦記 PART2 美徳と復讐の子』（トミ・アデイェミ、静山社） 2021
- 『わたしのあくび みなかった?』（ピョン・ユジョン、絵本塾出版） 2021
- 『タフィー』（サラ・クロッサン、岩波書店） 2021
- 『マンチキンの夏』（ホリー・ゴールドバーグ・スローン、小学館） 2022
- 『サムデイ』（デイヴィッド・レヴィサン、小峰書店） 2022
- 『かわいい子ランキング』（ブリジット・ヤング、ほるぷ出版） 2022
- 『黒馬物語』（アンナ・シューウェル、光文社古典新訳文庫） 2024

### ジャン・マーク
- 『こわいものなんて何もない』（ジャン・マーク、パロル舎） 1997
- 『バスにのらないひとたち』（ジャン・マーク、パロル舎） 1998
- 『てのひらに毛がはえるとき』（ジャン・マーク、パロル舎） 2000

### イアン・ローレンス
- 『呪われた航海』（イアン・ローレンス、理論社） 2001
- 『The Smugglers 死をはこぶ航海』（イアン・ローレンス、理論社） 2003
- 『The Buccaneers 闇にひそむ海賊』（イアン・ローレンス、理論社） 2004

### ジョン・ベレアーズ
- 『ルイスと魔法使い協会 壁のなかの時計』（ジョン・ベレアーズ、アーティストハウス） 2001
- 『ルイスと魔法使い協会 闇にひそむ影』（ジョン・ベレアーズ、アーティストハウス） 2001
- 『ルイスと魔法使い協会 魔法の指輪』（ジョン・ベレアーズ、アーティストハウス） 2001
- 『ルイスと魔法使い協会 鏡のなかの幽霊』（ジョン・ベレアーズ、アーティストハウス） 2002
- 『ルイスと魔法使い協会 魔女狩り人の復讐』（ジョン・ベレアーズ、アーティストハウス） 2002
- 『ルイスと魔法使い協会 オペラ座の幽霊』（ジョン・ベレアーズ、アーティストハウス） 2003
- 『ルイスと魔法使い協会 魔法博物館の謎』（ジョン・ベレアーズ、アーティストハウス） 2003
- 『ルイスと不思議の時計1 ルイスと不思議の時計』（ジョン・ベレアーズ、静山社ペガサス文庫） 2018
- 『ルイスと不思議の時計2 闇にひそむ影』（ジョン・ベレアーズ、静山社ペガサス文庫） 2018
- 『ルイスと不思議の時計3 魔法の指輪』（ジョン・ベレアーズ、静山社ペガサス文庫） 2018
- 『ルイスと不思議の時計4 鏡のなかの幽霊』（ジョン・ベレアーズ、静山社ペガサス文庫） 2019
- 『ルイスと不思議の時計5 魔女狩り人の復讐』（ジョン・ベレアーズ、静山社ペガサス文庫） 2019
- 『ルイスと不思議の時計6 オペラ座の幽霊』（ジョン・ベレアーズ、静山社ペガサス文庫） 2019
- 『ルイスと不思議の時計7 魔法博物館の謎』（ジョン・ベレアーズ、静山社ペガサス文庫） 2020
- 『ルイスと不思議の時計8 橋の下の怪物』（ジョン・ベレアーズ、静山社ペガサス文庫） 2020

### クリス・ダレーシー
- 『龍のすむ家』（クリス・ダレーシー、竹書房） 2003
- 『龍のすむ家 氷の伝説』（クリス・ダレーシー、竹書房） 2004
- 『龍のすむ家 炎の星』（クリス・ダレーシー、竹書房） 2007
- 『龍のすむ家 永遠の炎』（クリス・ダレーシー、竹書房） 2009
- 『龍のすむ家 グラッフェンのぼうけん』（クリス・ダレーシー、竹書房） 2011
- 『龍のすむ家 ゲージと時計塔の幽霊』（クリス・ダレーシー、竹書房） 2013

### エヴァ・イボットソン
- 『ガンプ - 魔法の島への扉』（エヴァ・イボットソン、偕成社） 2004
- 『幽霊派遣会社』（エヴァ・イボットソン、偕成社） 2006
- 『夢の彼方への旅』（エヴァ・イボットソン、偕成社） 2008
- 『黒魔女コンテスト』（エヴァ・イボットソン、偕成社） 2009
- 『クラーケンの島』（エヴァ・イボットソン、偕成社） 2011
- 『リックとさまよえる幽霊たち』（エヴァ・イボットソン、偕成社） 2012
- 『おいでフレック、ぼくのところに』（エヴァ・イボットソン、偕成社） 2013

### ジョーン・エイキン
- 『心の宝箱にしまう15のファンタジー』（ジョーン・エイキン、竹書房） 2006
- 『ひとにぎりの黄金 宝箱の章』（ジョーン・エイキン、竹書房） 2013
- 『ひとにぎりの黄金 鍵の章』（ジョーン・エイキン、竹書房） 2013
- 『ルビーが詰まった脚』（ジョーン・エイキン、東京創元社） 2022

### ラドヤード・キップリング
- 『プークが丘の妖精パック』（キプリング、金原瑞人共訳、光文社） 2007
- 『ジャングル・ブック』（ラドヤード・キプリング、岩波少年文庫） 2015
- 『少年キム』上・下（ラドヤード・キプリング、岩波少年文庫） 2015

### 「ほのぼのバジー」シリーズ
- 『ほのぼのバジー バジーとまほうのばんそうこう』（ハリエット・ザイファート、エミリー・ボーラム絵、理論社） 2008
- 『ほのぼのバジー バジー、ともだちできるかな』（ハリエット・ザイファート、エミリー・ボーラム絵、理論社） 2008
- 『ほのぼのバジー バジーのやだやだびょう』（ハリエット・ザイファート、エミリー・ボーラム絵、理論社） 2008

### 「怖い話」シリーズ
- 『モンタギューおじさんの怖い話』（クリス・プリーストリー、理論社） 2008
- 『船乗りサッカレーの怖い話』（クリス・プリーストリー、理論社） 2009
- 『トンネルに消えた女の怖い話』（クリス・プリーストリー、理論社） 2010

### 「H.I.V.E.(ハイブ)」シリーズ
- 『H.I.V.E.(ハイブ) - 悪のエリート養成機関 volume1』（マーク・ウォールデン、ほるぷ出版） 2008
- 『H.I.V.E.(ハイブ) - 悪のエリート養成機構 volume2 オーバーロード・プロトコル』（マーク・ウォールデン、ほるぷ出版） 2010
- 『H.I.V.E.(ハイブ) - 悪のエリート養成機関 volume3 ルネッサンス・イニシアチブ』（マーク・ウォールデン、ほるぷ出版） 2011

### 「グリム姉妹の事件簿」シリーズ
- 『グリム姉妹の事件簿1 事件のかげに巨人あり』（マイケル・バックリー、東京創元社） 2009
- 『グリム姉妹の事件簿2 学校の怪事件』（マイケル・バックリー、東京創元社） 2009
- 『グリム姉妹の事件簿3 誘拐犯の正体は!?』（マイケル・バックリー、東京創元社） 2011

### サリー・ガードナー
- 『マジカル・チャイルド1　世界一力もちの女の子のはなし』（サリー・ガードナー、小峰書店） 2012
- 『マジカル・チャイルド2　世界一ちいさな女の子のはなし』（サリー・ガードナー、小峰書店） 2012
- 『マジカル・チャイルド3　空を飛んだ男の子のはなし』（サリー・ガードナー、小峰書店） 2013
- 『マジカル・チャイルド4　透明人間になった男の子のはなし』（サリー・ガードナー、小峰書店） 2014
- 『マザーランドの月』（サリー・ガードナー、小学館） 2015

### 「ドラゴンシップ」シリーズ
- 『インディゴ・ドラゴン号の冒険』（ジェームズ・A・オーウェン、評論社、ドラゴンシップ・シリーズ1） 2013
- 『レッド・ドラゴン号を探せ!』（ジェームズ・A・オーウェン、評論社、ドラゴンシップ・シリーズ2） 2013
- 『幻のドラゴン号』（ジェームズ・A・オーウェン、評論社、ドラゴンシップ・シリーズ3） 2014

### デイヴィッド・ウォリアムズ
- 『おばあちゃんは大どろぼう?!』（デイヴィッド・ウォリアムズ、きたむらさとし絵、小学館） 2013
- 『世にもおそろしいフクロウおばさん』（デイヴィッド ウォリアムズ、平澤朋子絵、小学館） 2018
- 『おじいちゃんの大脱走』（デイヴィッド ウォリアムズ、平澤朋子絵、小学館） 2018
- 『ミッドナイトギャングの世界へようこそ』（デイヴィッド・ウォリアムズ、平澤朋子絵、小学館） 2020

### 「くまのパディントン」シリーズ
- 『パディントン、テストをうける』（マイケル・ボンド、ペギー・フォートナム絵、WAVE出版、2017
- 『パディントンのどろぼう退治』（マイケル・ボンド、ペギー・フォートナム, R・W・アリー絵、WAVE出版） 2018
- 『パディントン、映画に出る』（マイケル・ボンド、ペギー・フォートナム, R・W・アリー絵、WAVE出版） 2018

### 「Scream! 絶叫コレクション」シリーズ
- 『Scream! 絶叫コレクション 震える叫び』（R・L・スタイン編集、理論社） 2020
- 『Scream! 絶叫コレクション 不気味な叫び』（R・L・スタイン編集、理論社） 2020
- 『Scream! 絶叫コレクション 消えない叫び』（R・L・スタイン編集、理論社） 2020